# Жураев, Шакирбай Шукирович
Шакирбай (Шакир) Шукирович (Шукурович) Жураев (каз. Шәкірбай Жораев; род. 4 сентября 1947, пос. Айтеке-Би (по другим данным, Казалинск), Казалинский район, Кызылординская область, КазССР, СССР) — советский и казахстанский учёный-хирург, доктор медицинских наук (1992), профессор (1997), заслуженный деятель Казахстана (1998), лауреат Гос. премии Казахстана (1999).

## Биография
В 1966 году окончил с отличием школу в Казалинске, хотел выбрать журналистику, но, по совету друга Садуакаса Мустафаева, поступил на лечебный факультет в Алматинский государственный медицинский институт, который окончил в 1972 году. В 1972—1973 годах проходил интернатуру по хирургии в Кызыл-Ординской областной больнице, в 1973—1975 годах — врач-хирург в г. Ленинск (ныне г. Байконур). В 1975 году — научный сотрудник научного центра хирургии им. А. Н. Сызганова, с 1991 года (по другим данным, с 1993 года) там же заведующий отделением хирургии пищевода, желудка и органов средостения.
В 1981 году защитил кандидатскую диссертацию на тему: «Диагностика и лечение перфораций пищевода», в 1993 году — докторскую диссертацию на тему «Диагностика и лечение повреждений пищевода».
В 2001—2002 годах — директор клинического госпиталя инвалидов отечественной войны, г. Алматы, в эти же годы — Председатель общества хирургов города Алматы и Алматинской области. В 2002—2007 годах — заведующий отделом хирургии пищевода, желудка и органов средостения Национального научного центра хирургии им. А. Н. Сызганова, г. Алматы. С 2007 года главный научный сотрудник отделения хирургии пищевода, желудка и органов средостения.

## Признание и награды
Постановлением Правительства Республики Казахстан от 5 октября 1999 года № 1520 удостоен Государственной премии Республики Казахстан 1999 года в области науки, техники и образования.
Иные награды:
- Трижды (в 1977, 1979, 1982 году) награждён медалью ВДНХ СССР.
- Дважды (в 1985 и 1989 году) награждён лауреатской медалью ЦК ВЛКСМ.
- Диплом член-корреспондента Академии Медицинских наук Казахстана «за достижения в медицинской науке» (1998).
- «Қазақстанның еңбек сіңірген қызметкері» (1999).
- Юбилейная медаль «25 лет независимости РК» (2016).
- «Ерең еңбегі сіңірген» (2017)[3][1].

## Научная деятельность
Основные научные труды посвящены лечению язвы пищевода. Жураев выявил болезни органов пищеварения (пищевод, желудок, печень, желчный проток и т. д.), совершенствовал методы их лечения хирургическим путём. Один из авторов комплексного научно-исследовательского труда «Исследование новых технологий в хирургии и внедрение их в практику».
Член Республиканского общественного объединения «Казахстанское общество хирургов».
Член редколлегии журнала «Вестник хирургии Казахстана». Автор более 360 научных работ, более 50 изобретений.
Автор 4 монографий:
- «Диагностика и лечение повреждений пищевода» г. Алматы, Галым, 1991;
- «Диагностика и лечение ахалазии кардии» «Гимн», г. Алматы 1997;
- «Лечение гастроэзофагеальной рефлюксной болезни», 2004;
- «Диагностика и лечение повреждений пищевода», 2017.

Подготовил 7 докторов медицинских наук, 8 кандидатов медицинских наук.

### Патенты
Соавтор ряда патентов.
- Способ хирургического лечения стриктуры пищеводного анастомоза после эзофагопластики. Номер патента: 27364. Опубликовано: 16.09.2013
- Способ хирургического лечения щитовидной железы при диффузно-токсическом зобе. Номер инновационного патента: 27298. Опубликовано: 16.09.2013
- Способ лечения диффузно-токсического зоба. Номер инновационного патента: 26850. Опубликовано: 15.05.2013
- Способ формирования кишечного трансплантата для эзофагоколопластики. Номер патента: 23928. Опубликовано: 15.05.2013
- Способ формирования искусственного пищевода из патологически изменённого желудка. Номер инновационного патента: 25452. Опубликовано: 15.02.2012
- Способ паллиативного хирургического лечения опухолевой обструкции пищевода. Номер инновационного патента: 25448. Опубликовано: 15.02.2012
- Способ профилактики синдрома провисания толстокишечного трансплантата при пластике пищевода. Номер инновационного патента: 23329. Опубликовано: 15.12.2010
- Способ хирургического лечения последствий щелочных ожогов пищевода. Номер инновационного патента: 23328. Опубликовано: 15.12.2010
- Способ хирургического лечения рубцовых стриктур пищевода у больных, ранее перенесших перфорацию пищевода после химического ожога или при бужировании пищевода. Номер инновационного патента: 23327. Опубликовано: 15.12.2010
- Способ удаления загрудинного зоба щитовидной железы. Номер инновационного патента: 21530. Опубликовано: 14.08.2009
- Струна-проводник. № предв. патента: 20114. Опубликовано: 15.10.2008
- Способ гастростомии при раке пищевода. № предв. патента: 19778. Опубликовано: 15.08.2008
- Способ эндоскопической баллонной дилатации рубцового стеноза пищевода. № предв. патента: 17698. Опубликовано: 15.09.2006
- Способ лечения стенозирующего эзофагита. № предв. патента: 17038. Опубликовано: 15.03.2006
- Способ хирургического лечения декомпенсированного стеноза выходного отдела желудка и стриктуры пищевода. № предв. патента: 14972. Опубликовано: 15.11.2004
- Способ наложения пищеводно-кишечного анастомоза после гастрэктомии и резекции нижней трети пищевода. № предв. патента: 14861. Опубликовано: 15.10.2004
- Способ наложения пищеводно-кишечного анастомоза. № предв. патента: 14864. Опубликовано: 15.10.2004
- Способ определения расположения гормонально-активной опухоли паращитовидных желез при хирургическом лечении первичного гиперпаратиреоза. № предв. патента: 13101. Опубликовано: 16.06.2003
- Способ лапароскопической пластики паховых грыж. № предв. патента: 7005. Опубликовано: 15.02.1999[8]
- Способ диагностики послеожоговых рубцовых изменений желудка. № предв. патента: 8577. Опубликовано: 15.03.2000
- Способ резекции щитовидной железы. № предв. патента: 6751. Опубликовано: 15.12.1998
- Способ лечения зоба. № предв. патента: 6752. Опубликовано: 15.12.1998
- Способ наложения гастростомы. № предв. патента: 5675. Опубликовано: 15.01.1998[9]
- Способ лечения вросшего ногтя. Опубликовано: 30.06.1982[10]